# Cathy Cade
Cathy Cade (24. února 1942, Havaj – 16. listopadu 2024, Berkeley) byla americká fotografka známá svou prací v dokumentární fotografii, včetně fotografií o lesbickém mateřství. Od počátku 70. let byla feministickou a lesbickou aktivistkou, začala jako aktivistka a na počátku 60. let viděla sílu fotografie jako součást Southern Civil Rights Movement (Jižního hnutí za občanská práva). K roku 2022 žíla v Berkeley v Kalifornii a pracovala se svými archivy v The Bancroft Library na University of California v Berkeley. Byla členkou Bay Area Civil Rights Veterans a měla memoárový materiál v archivu Hnutí za občanská práva. Byla členkou Old Lesbians Organizing for Change.

## Životopis
Během studia na vysoké škole byla Cade aktivní členkou hnutí Southern Civil Rights Movement. V roce 1969 získala doktorát ze sociologie. Cade byla dlouholetou aktivistkou za občanská práva, hnutí za osvobození gayů a za osvobození žen a její fotografie jsou důmyslně spojeny s její prací pro sociální spravedlnost. Na konci roku 2000 nastartovala své podnikání „Cathy Cade: Osobní historie, organizování fotografií a fotografie“.

## Rodina
Cathy Cade byla matkou dvou synů. Zemřela 16. listopadu 2024 ve věku 82 let.

## Publikace
- A Lesbian Photo Album: The Lives of Seven Lesbian Feminists. (Oakland, Ca: Waterwomen Books, 1987).
- Woman Controlled Conception by Sarah and Mary Anonymous, drawings by Billie Mericle, copyright 1979 by Womanshare Books. Produced and distributed by UnionWAGE.

## Ocenění a stipendia
- 2004 – Pat Bond Memorial Old Dyke Award: Honoring Extraordinary Lesbians Over 60[11]